# Xà phòng

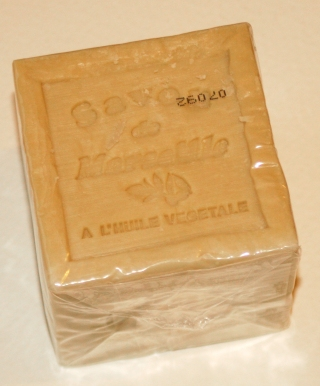
Một bánh xà phòng Marseille, được làm thủ công theo phương pháp cổ của Pháp.

Xà phòng hay xà bông (phiên âm từ tiếng Pháp: savon) là một chất tẩy rửa các vết bẩn, vết dầu mỡ, diệt vi khuẩn. Thành phần của xà phòng là muối natri hoặc kali của axít béo. Xà phòng được dùng dưới dạng bánh, bột hoặc chất lỏng.
Xà phòng trước kia được điều chế bằng cách cho chất béo tác dụng với kiềm bằng phản ứng xà phòng hóa. Sản phẩm tạo ra là muối natri hoặc kali của axit béo. Vì thế xà phòng được phân loại thành xà phòng cứng (chứa natri) và xà phòng mềm (chứa kali). Loại xà phòng này có một nhược điểm là không giặt được trong nước cứng vì nó tạo các kết tủa với các ion calci và magiê bết lên mặt vải làm vải chóng mục.
Về sau, xà phòng được sản xuất từ dầu mỏ. Vì thế nó đã khắc phục được nhược điểm trên để có thể giặt được quần áo bằng nước cứng.

## Cơ chế tẩy rửa của xà phòng

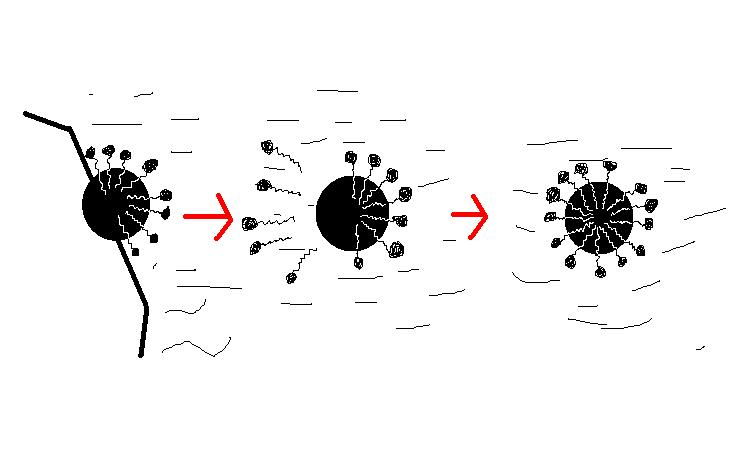
Tác dụng tẩy rửa của xà phòng

Xà phòng là muối kali hay natri của axit béo hay xà phòng tổng hợp đều có hai phần. Một là đầu hiđrocacbon kị nước, còn một đầu là ion kim loại ưa nước. Đối với các vết bẩn, dầu mỡ bám trên mặt vải thì đuôi kị nước sẽ quay vào trong vết bẩn, đầu ưa nước hướng ra ngoài. Sau đó sẽ tạo thành mixen là một khối dạng cầu có đầu ưa nước quay ra ngoài tách vết bẩn ra khỏi bề mặt vải.

## Lịch sử

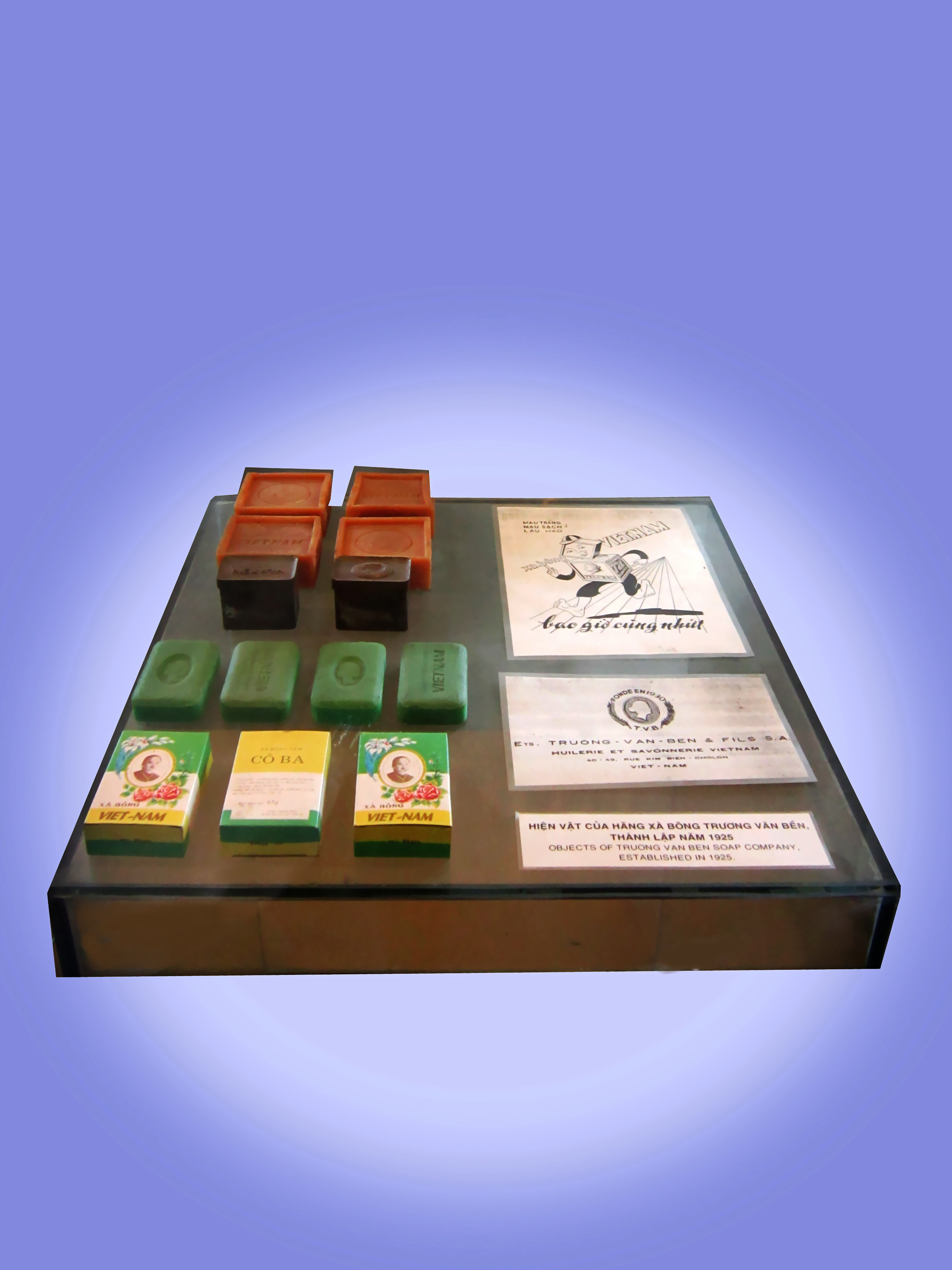
Xà phòng hiệu Cô Ba của nhà doanh nghiệp Trương Văn Bền, đã từng nổi tiếng dưới thời Pháp thuộc trong lịch sử Việt Nam. Hiện vật đang được trưng bày trong Bảo tàng TP. Hồ Chí Minh, Việt Nam.

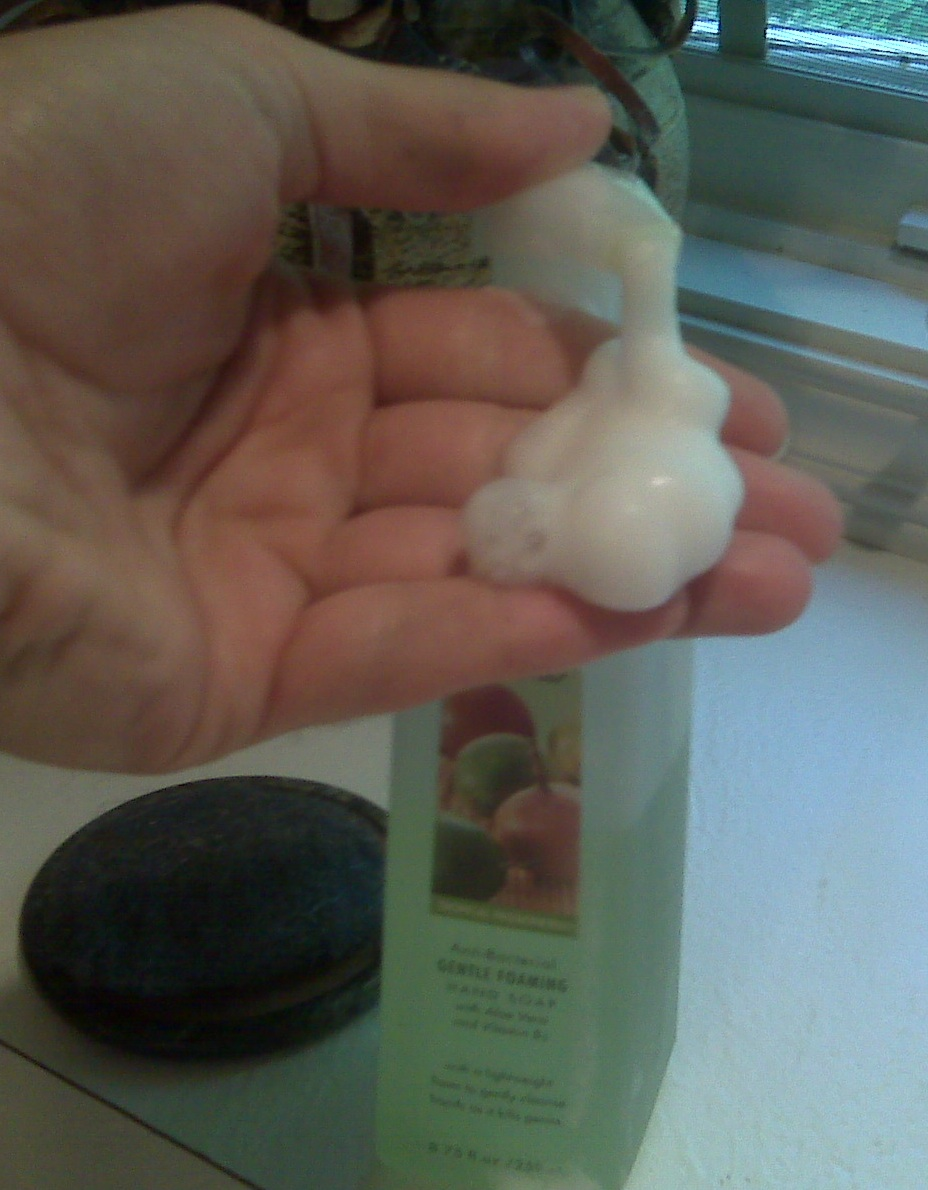
Xà phòng nước

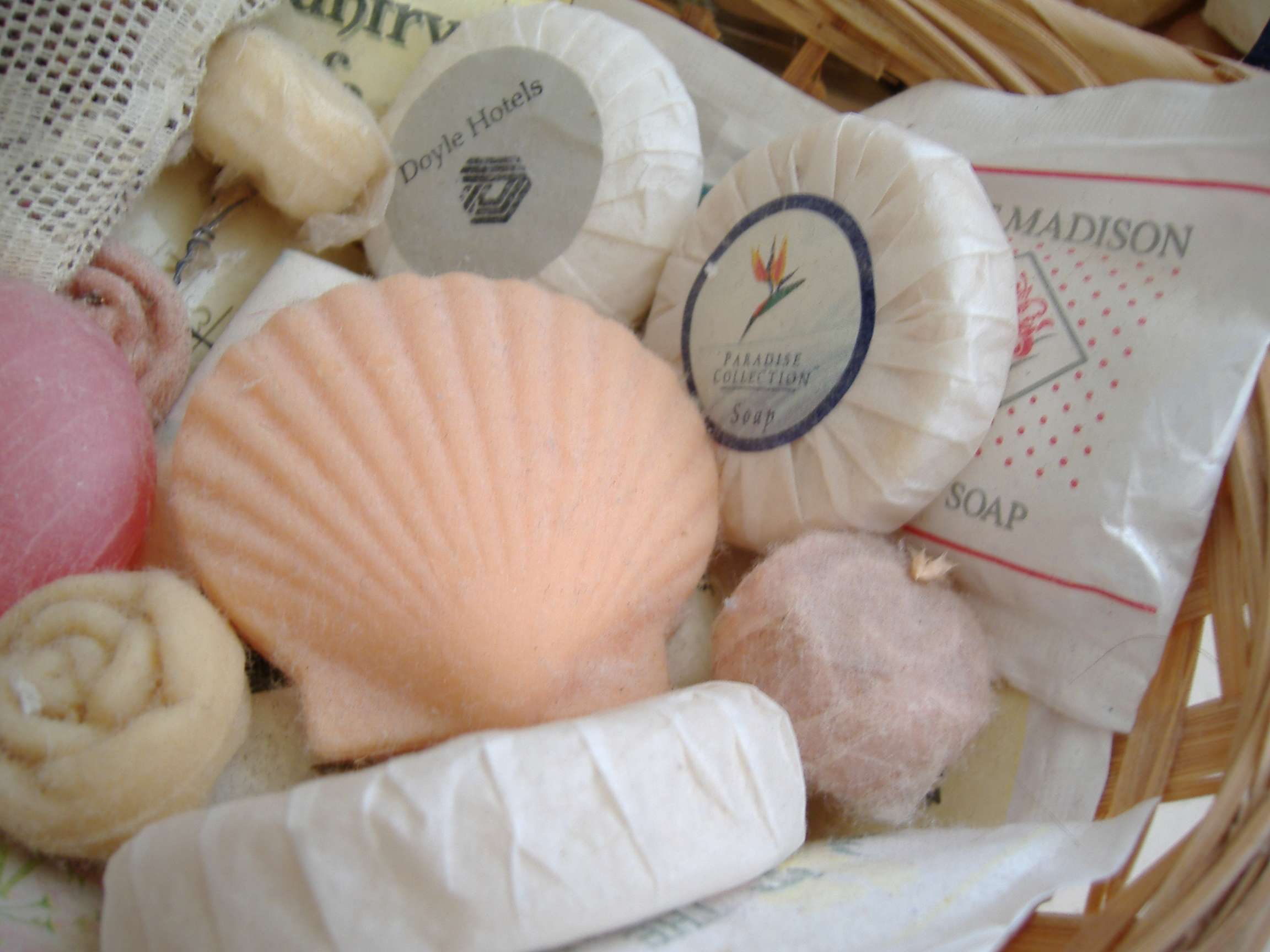
Xà phòng trang trí, thường thấy trong những khách sạn

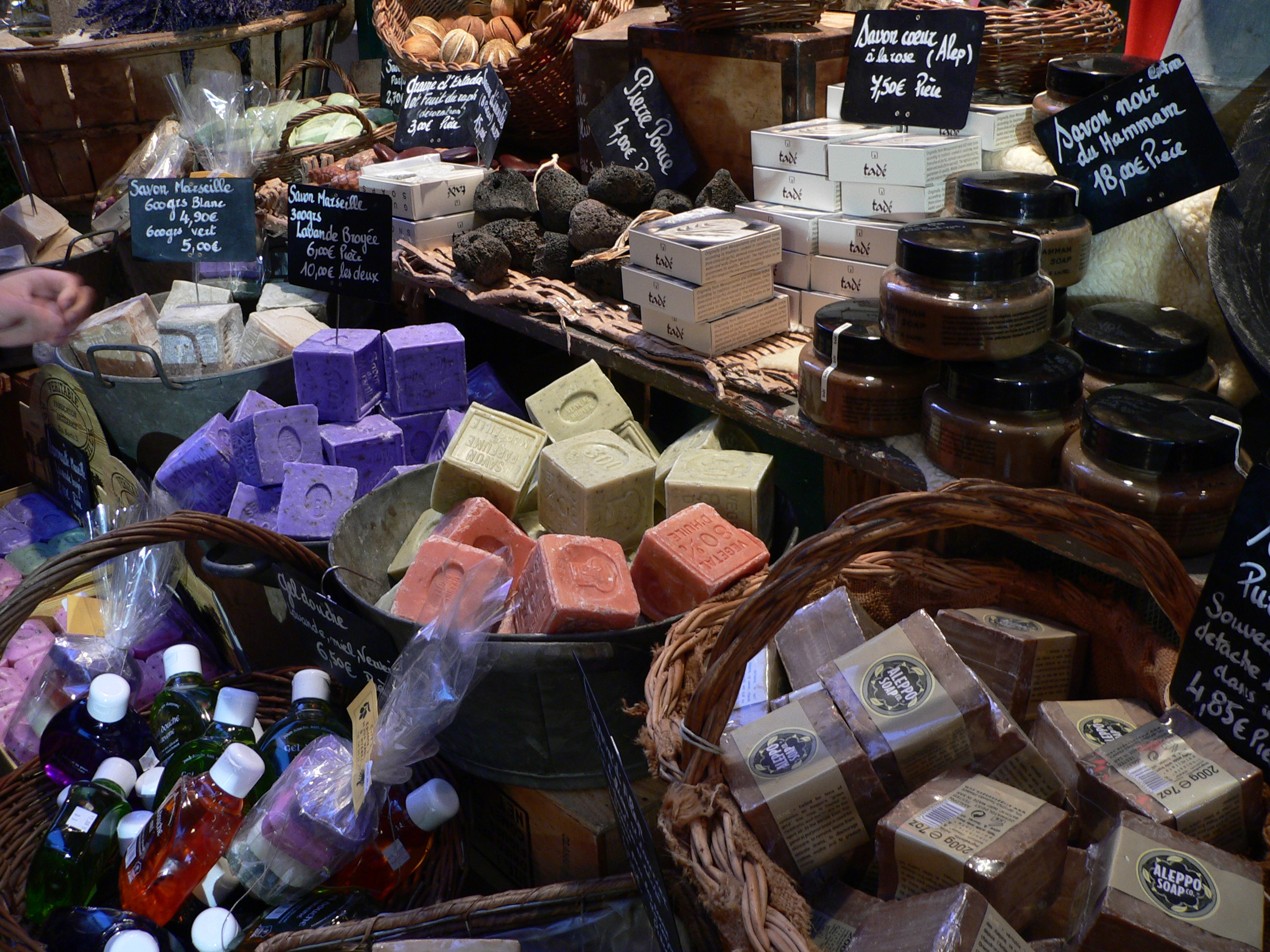
Xà phòng làm thủ công, bán tại Hyères, Pháp

### Giả thiết
3000 năm trước công nguyên, những người tiền sử dọc bờ sông Nin sau những lần nướng thịt thú săn trên lửa để ăn, để tế thần. Những giọt mỡ rơi xuống đống tro tàn khi nguội lại sẽ vón thành cục cứng có màu xám xịt của tro. Khi các cục cứng đó kết hợp với nước sẽ tạo ra bọt, khi dùng để tẩy rửa vết bẩn (cố ý hoặc ngẫu nhiên) sẽ rửa trôi rất nhanh, từ đó người ta chủ động làm theo cách đó để chế tạo ra sản phẩm tẩy rửa đầu tiên của văn minh nhân loại loài người.
Rồi cũng có giả thiết cho rằng người cổ đại từ lâu đã biết tẩy rửa vệt bẩn trên cơ thể bằng cách bôi dầu tràm lên da, sau đó dùng nước hoa quả trộn với tro rửa lại cơ thể cho sạch.
Nhưng giả thiết phổ biến nhất, có độ tin cậy cao nhất vẫn là 600 năm trước công nguyên ở đế chế La Mã cổ đại, có nhóm phụ nữ "tình cờ phát hiện" giặt quần áo trên sông Tiber dưới chân thành Sapo (Thành Roma) sạch sẽ hơn hẳn so với các dòng sông khác. Vậy bí mật khác biệt nằm ở đâu? Đó chính là do lớp tro và mỡ động vật đổ ra từ các miếu thờ thần nằm trên đỉnh đồi. Kết hợp với nước từ dòng sông, chúng tạo thành chất tẩy rửa cổ đại, tiền thân của xà phòng hiện đại ngày nay. Từ đó cái tên gọi phản ứng xà phòng hóa gọi là "Saponification" được lái theo là tên đồi Sapo nơi người ta khám phá ra xà phòng. Từ "xà phòng" trong tiếng Anh là Soap, tiếng Pháp là Savon đều bắt nguồn từ Sapo mà ra, còn tiếng Việt là xà phòng. 
Khoảng năm 600 trước Công nguyên, những người đi biển từ đất nước Tây Ban Nha cổ đại đã làm ra loại xà phòng tương tự như xà phòng hiện nay. Họ sử dụng tro của thân cây (chứa nhiều kali) hòa với mỡ dê và đun sôi. Sau khi nước bốc hơi và phần chất rắn nguội đi, hỗn hợp này trở thành một chất rắn giống như sáp: đó chính là xà phòng.
Họ bán xà phòng cho người Hy Lạp và người La Mã để rửa hoặc giặt quần áo.
Người Celt ở nước Anh thời cổ xưa cũng làm ra xà phòng từ tro thân cây và mỡ động vật. Họ gọi sản phẩm này là ‘saipo’. Đó chính là nguồn gốc của từ ‘soap’ (xà phòng) trong tiếng Anh hiện đại ngày nay.
Đến năm 300 sau Công nguyên, Zosimos của Panopilos, một nhà hóa học người Ai Cập, đã có thể làm xà phòng rất giỏi và ông đã viết về quy trình nấu xà phòng. Ở Naples vào thế kỷ VI và ở Tây Ban Nha vào thế kỷ VIII đã có phường hội sản xuất xà phòng. Cũng vào thế kỷ VIII, ông Jabir Ibn Hayyan, một trí thức người Ả Rập, đã viết về việc sử dụng xà phòng để tắm rửa.